# アベハゼ
アベハゼ (阿部沙魚、Mugilogobius abei) は、北西太平洋の汽水域に生息するアベハゼ属のハゼの一種。水質汚染に強く、他の魚類が生息できないような環境でも生きていくことができる。

## 形態
最大で全長4センチメートルから5センチメートル。頭部は丸く、眼の間がやや広い。体の模様は前半と後半で異なり、前半の体幹部には黒褐色の横帯が数本あるが、尾部から尾びれにかけての後半部には、同じ黒褐色ではあるものの横帯ではなく縦帯が2本走る。尾びれはうちわのような丸い形で、放射状の黒い筋が入る。第1背びれの棘のうち数本が糸のように長く伸びる。

## 分布
日本（宮城県・富山湾以南から瀬戸内海、隠岐、対馬、種子島）、朝鮮半島、台湾、渤海、黄海、東シナ海に分布し、河口の汽水域を好んで生息する。運河にも多い。

## 生態
泥底に多く、泥に掘った穴の中や、石やカキ殻の隙間に見られる。水質の悪化に強く、嫌気的な堆積物に覆われた泥底や、排水によって他の魚類が生息できないほどに汚濁した環境でも生きていくことができる。このことには、後述する尿素合成能力が関係していると考えられる。主な餌は有機性堆積物。

## 繁殖
繁殖期は春から夏で、産卵は東京湾では4月に始まり、5月から6月にかけてもっとも活発になるが、8月まで続く。鶴見川では5月から8月、揖斐川では主に夏季に繁殖が行われると推定されている。
卵は海底の石の下に産み付けられるが、ときには空き缶に産卵することもある。雄は砂利を掘り出して巣穴を作り、巣穴の準備ができると雌に求愛する。このとき、雄の体色は暗くなり、背びれは黄色く縁取られる。雄は雌の周りを回り、体を震わせて雌を巣穴に導く。巣穴に入った雌が産卵せずに出てしまうこともあるが、産卵に至る場合には、雌が産卵場所の下面に楕円形の卵（長径は平均0.98ミリメートル、短径は平均0.45ミリメートル）を産み付け、雄がそこに精子をかけて受精させる。雌は産卵後数時間で巣穴を離れるが、雄は巣穴に留まり、卵を保護する。
孵化直後の仔魚は全長約2ミリメートルで、いくつかの黒色素胞がみられる。仔魚はおよそ1か月の浮遊生活ののちに着底するが、このときの体長は約6ミリメートル。

## 生理
大半の真骨魚類は窒素老廃物をアンモニアのままで排泄するが、アベハゼは例外的にアンモニアを尿素に変える能力を持つ。とくに水中のアンモニア濃度が高くなると、尿素回路が活発に働き、アンモニアから尿素が作られる。本種はこの能力によって、毒性の高いアンモニアの多い汚染された水中でも生活できるものと考えられる。
アベハゼ属のなかで、アベハゼにもっとも近縁なイズミハゼも同じく高い尿素合成能力を持ち、中程度の合成能はナミハゼとタヌキハゼにも確認されているが、ホホグロハゼはその能力を持たない。これらの種では北方に分布するものほど尿素合成能力が高い傾向があり、この性質はアベハゼ属が熱帯から温帯に進出し、種分化を繰り返す過程で進化してきたと推測されている。

## 核型
染色体数は23対46本（2n=46）で、いずれの染色体も単腕（動原体が端に付着する）である。

## 利用
他のハゼ類に混ざって佃煮として食用になることがある。観賞用に飼育されることもあり、淡水で容易に飼うことができる。